# Oulad Cherki
Oulad Cherki  (in arabo أولاد الشرقي‎?) è un centro abitato e comune rurale del Marocco situato nella provincia di El Kelâat Es-Sraghna, regione di Marrakech-Safi. Conta una popolazione di 7 399 abitanti (censimento 2014).